# Mathieu Valverde
Mathieu Valverde (Montreuil, 14 maggio 1983) è un ex calciatore francese, di ruolo portiere.

## Carriera
Ha trascorso sei stagioni nel Bordeaux, ma è sempre stato la riserva di Ulrich Ramé. Tra campionato e competizioni europee ha collezionato 27 presenze.
A fine luglio 2009 ha firmato un triennale con il Boulogne, neopromosso in Ligue 1.
Il 9 dicembre 2009 il Tolosa ha annunciato di averlo acquistato per sopperire alle assenze di Yohann Pelé e Olivier Blondel. Valverde ha firmato un contratto di un anno e mezzo..
Il 1º novembre 2011, dopo essere rimasto svincolato per quattro mesi, viene ingaggiato dal Lione per fare il vice di Hugo Lloris.

## Palmarès

### Club

#### Competizioni nazionali
- Campionato francese: 1

Bordeaux: 2008-2009
- Coppa di Lega francese: 2

Bordeaux: 2006-2007, 2008-2009
- Supercoppa francese: 1

Bordeaux: 2008
- Coppa di Francia: 1

O. Lione: 2011-2012